# ماکسیمیلیانو مسا
ماکسیمیلیانو ادواردو مسا (اسپانیایی: Maximiliano Eduardo Meza‎؛ زادهٔ ۱۵ ژانویهٔ ۱۹۹۲) بازیکن فوتبال اهل آرژانتین است.
از باشگاه‌هایی که در آن بازی کرده‌است می‌توان به جیمناسیا لاپلاتا، ایندپندینته و مونتری اشاره کرد.
وی همچنین در تیم ملی فوتبال آرژانتین بازی کرده‌است.